# Marie Marchand-Arvier
Marie Marchand-Arvier (Laxou, 8 aprile 1985) è un'ex sciatrice alpina francese; era specializzata nelle gare veloci.
In seguito al matrimonio con il biatleta Vincent Jay, a sua volta sciatore di alto livello, ha aggiunto al proprio il cognome del coniuge e nella stagione 2014-2015 è era iscritta alle liste FIS come Marie Jay Marchand-Arvier.

## Biografia

### Stagioni 2001-2006
La Marchand-Arvier, nata presso Nancy ma residente in Alta Savoia a Les Contamines-Montjoie e attiva in gare FIS dal dicembre del 2000, in Coppa Europa esordì l'11 gennaio 2002 a Tignes in supergigante (52ª) e ottenne il primo podio il 19 dicembre 2003 a Ponte di Legno/Passo del Tonale in discesa libera (2ª).
Debuttò in Coppa del Mondo il 14 gennaio 2004 a Cortina d'Ampezzo nella medesima specialità, classificandosi 56ª. Due anni dopo partecipò ai XX Giochi olimpici invernali di Torino 2006, suo esordio olimpico, piazzandosi 15ª nella discesa libera, 25ª nel supergigante e 18ª nella combinata.

### Stagioni 2007-2010
Disputò una buona stagione in Coppa nel 2006-2007: dopo qualche piazzamento tra le prime quindici, il 20 gennaio conquistò il suo primo podio, giungendo 3ª nella discesa libera di Cortina d'Ampezzo. Sempre nel 2007 prese parte ai Mondiali di Åre, suo esordio iridato, ottenendo l'11º posto nella discesa libera, il 18º nel supergigante e non completando la supercombinata.
Ai Mondiali del 2009, a Val-d'Isère, vinse la medaglia d'argento nel supergigante, sebbene nella specialità in Coppa del Mondo avesse fino ad allora ottenuto un solo piazzamento tra le prime dieci, e chiuse 6ª nella discesa libera e 5ª nella supercombinata. Nella stagione successiva partecipò ai XXI Giochi olimpici invernali di Vancouver 2010, piazzandosi 7ª nella discesa libera, 10ª nella supercombinata e non completando il supergigante.

### Stagioni 2011-2015
Ai Mondiali di Garmisch-Partenkirchen 2011 fu 22ª nella discesa libera, 20ª nel supergigante e 14ª nella supercombinata; il 20 dicembre 2012 ottenne a Crans-Montana in supergigante la sua unica vittoria in Coppa Europa e ai successivi Mondiali di Schladming 2013 si classificò 14ª sia nella discesa libera, sia nel supergigante. Sempre nel 2013, il 23 febbraio, ottenne a Méribel in discesa libera il suo ultimo podio in Coppa del Mondo (3ª) e il 17 dicembre colse a Sankt Moritz nella medesima specialità il suo ultimo podio in Coppa Europa (3ª).
Ai XXII Giochi olimpici invernali di Soči 2014, suo congedo olimpico, non concluse né la discesa libera né il supergigante. Ai Mondiali di Vail/Beaver Creek 2015, sua ultima presenza iridata, fu 14ª nel supergigante e non concluse la discesa libera; si ritirò al termine di quella stessa stagione 2015 e la sua ultima gara fu un supergigante FIS disputato a Tignes il 6 aprile, chiuso dalla Marchand-Arvier al 19º posto.

## Palmarès

### Mondiali
- 1 medaglia:
  - 1 argento (supergigante a Val-d'Isère 2009)

### Coppa del Mondo
- Miglior piazzamento in classifica generale: 16ª nel 2009
- 5 podi:
  - 2 secondi posti (1 discesa libera, 1 in supergigante)
  - 3 terzi posti (in discesa libera)

#### Coppa del Mondo - gare a squadre
- 1 podio:
  - 1 terzo posto

### Coppa Europa
- Miglior piazzamento in classifica generale: 50ª nel 2004
- 3 podi:
  - 1 vittoria
  - 1 secondo posto
  - 1 terzo posto

#### Coppa Europa - vittorie
| Data             | Località      | Paese    | Specialità |
| ---------------- | ------------- | -------- | ---------- |
| 20 dicembre 2012 | Crans-Montana | Svizzera | SG         |

Legenda:

SG = supergigante

### Campionati francesi
- 11 medaglie[2]:
  - 5 ori (combinata[senza fonte] nel 2004; supergigante, supercombinata nel 2008; supergigante nel 2010; supergigante nel 2011)
  - 5 argenti (supergigante nel 2007; discesa libera nel 2008; discesa libera nel 2013; discesa libera, supergigante nel 2015)
  - 1 bronzo (discesa libera nel 2003)